# Yaya Migansi
Yaya Migansi ou Houekindé , née vers 1850, morte en 1932, était une princesse du Royaume du Dahomey, un royaume de l'actuel Bénin. Elle participa notamment aux négociations avec les troupes coloniales françaises.

## Biographie
Elle est née vers 1850. Son père est Glélé, mort en 1889, le 10e roi du Dahomey de 1858 à 1889. Sa mère, Miagbe, également connue sous le nom de Hoonon Magnitin, donne naissance à trois paires de jumeaux avec Glele ; Migansi est la première née de la paire de jumeaux la plus âgée. Elle s'appelle Houekinde, et l'épithète «Yaya», un terme affectueux signifiant «vieille femme», ferait référence à sa mère. Son père étant le futur roi, elle et sa sœur sont mariées aux deux principaux ministres du royaume (sous le règne de leur grand-père, le roi GUEZO) : le nom «Migansi» signifie épouse ou dépendante du «Migan» ou premier ministre.
Yaya Migansi occupe le poste de Nan Daho, «princesse aînée», l'une des deux fonctions principales de la famille royale avec l'Alodokponugan, le frère aîné du roi. Elle était responsable des arrangements matrimoniaux de ses frères et sœurs et du choix du successeur du roi.  Elle occupait aussi le poste de Amonyodê (grande Prêtresse) du royaume . À la mort de son père en 1889, le frère de Migansi, Béhanzin, lui succède sur le trône mais doit s'enfuir en 1892 lorsque les Français envahissent et brûlent la capitale royale, Abomey. Yaya Migansi participe aux négociations avec les Français, au cours desquelles l'un d'entre eux déclare à son propos : « femme d'âge mûr, d'une intelligence remarquable, elle semblait exercer une réelle influence sur ses frères ». Elle joue un rôle majeur dans ces négociations. Un accord est trouvé et Yaya Migansi procède à l'installation du nouveau roi, le frère de Béhanzin, qui prend le nom d'Agoli-Agbo, devient le nouveau et l’ultime roi, le 15 janvier 1894. Entre-temps, Behanzin se rend et est exilé.
Yaya Migansi joue ensuite un rôle central dans les affaires de la famille royale et sert le roi Agoli-Agbo en tant que directrice du protocole de la cour. Elle meurt en 1932.
En 2022, le quotidien béninois L'Événement précis rapporte qu'une femme du nom de Nan Nonfonkpa s'est déclarée descendante et héritière de Glele, mais que sa prétention a été contestée par la famille royale, les descendants de Yaya Migansi et de ses cinq frères et sœurs, les trois paires de jumeaux.